# Grand Prix de Wallonie 1997
La 38e édition du Grand Prix de Wallonie a eu lieu le 31 mars 1997. Elle a été remportée par le Russe Dimitri Konyshev.

## Classement final
Dimitri Konyshev remporte la course en parcourant les 199 kilomètres en 4 h 50 à la vitesse moyenne de 41,172 km/h.
| Classement final, | Classement final,  | Classement final, | Classement final,       | Classement final, |
|                   | Coureur            | Pays              | Équipe                  | Temps             |
| ----------------- | ------------------ | ----------------- | ----------------------- | ----------------- |
| 1er               | Dimitri Konyshev   | Russie            | Roslotto-ZG Mobili      | en 4 h 50 min 0 s |
| 2e                | Laurent Madouas    | France            | Lotto-Mobistar-Isoglass | + 1 s             |
| 3e                | Davide Casarotto   | Italie            | Scrigno-Gaerne          | + 29 s            |
| 4e                | Maarten den Bakker | Pays-Bas          | TVM-Farm Frites         |                   |
| 5e                | Chris Peers        | Belgique          | Lotto-Mobistar-Isoglass |                   |
| 6e                | Biagio Conte       | Italie            | Scrigno-Gaerne          |                   |
| 7e                | Andrea Ferrigato   | Italie            | Roslotto-ZG Mobili      |                   |
| 8e                | Hendrik Van Dyck   | Belgique          | TVM-Farm Frites         |                   |
| 9e                | Luc Roosen         | Belgique          | Vlaanderen 2002         |                   |
| 10e               | Bjarne Riis        | Danemark          | Deutsche Telekom        |                   |
| modifier          |                    |                   |                         |                   |